# Політика Зімбабве
Політика Зімбабве ґрунтується на засадах президентської республіки, в результаті чого президент є главою держави й уряду згідно з Конституцією 2013 року. Виконавча влада здійснюється урядом. Законодавча влада належить уряду і парламенту.

## Політичні умови

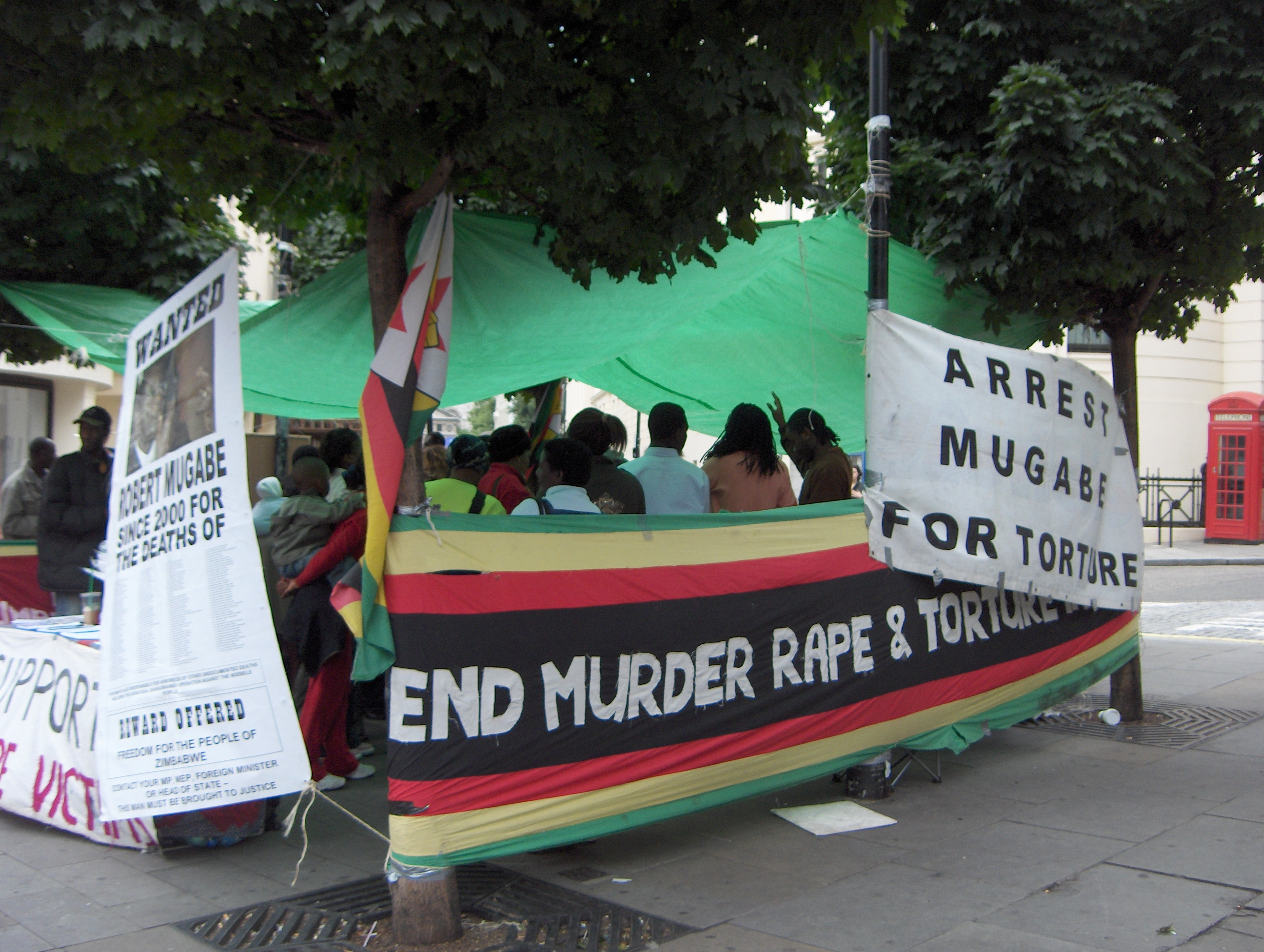
Акція протесту проти президента Зімбабве Роберта Мугабе у Лондоні. 12 серпня 2006 року.

Після поразки конституційного референдуму 2000 року, політика в Зімбабве відзначається відходом від норм демократичного управління, таких як демократичні вибори, незалежність судової системи, верховенство закону, свобода від расової дискримінації, існування незалежних засобів масової інформації, громадянського суспільства і наукових кіл. В останні роки поширені порушення прав людини.
Вибори відзначені політичним насильством і залякуванням, поряд з політизацією судових органів, військових, поліції й державних послуг.

## Гілки влади
Політична влада в Зімбабве розділена між трьома гілками — виконавчою, законодавчою та судовою, з президентом як головою виконавчої влади, прем'єр-міністром як головою законодавчої гілки влади, і суддею Верховного суду Зімбабве як головою судової гілки влади.

## Адміністративний поділ
Зімбабве розділено на вісім провінцій, а також два міста з провінційним статусом (Хараре і Булавайо). Вони, своєю чергою, діляться на 59 округів, а ті — на 1200 муніципалітетів.
Провінції очолюють губернатори, окремі з яких сконцентрували у своїх руках значну політичну й економічну владу. Управління в районах здійснюють виборчі ради. У деяких районах управляють місцеві ради, обрані мери й чиновники.